# Sarah Knox Taylor

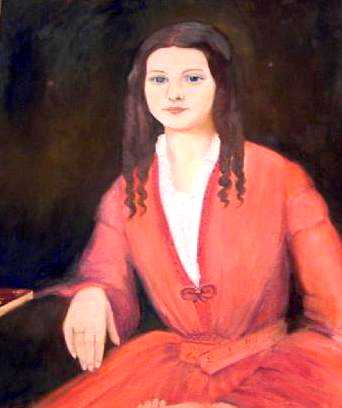
Sarah Knox Taylor

Sarah Knox Taylor, född den 6 mars 1814 i Vincennes, Indiana, död den 15 september 1835 i St. Francisville, Louisiana, var dotter till generalen Zachary Taylor, som sedermera blev amerikansk president, och till Margaret Taylor. Hon gifte sig med Jefferson Davis innan han blev president över de amerikanska federationerna. Hon dog i malaria. 